# Titolo di città in Lituania
Sono 103 le città della Lituania, la maggior parte delle quali sono piccoli centri, infatti solo in 19 superano i 20 000 abitanti.
Per legge il titolo di città spetta a quei centri urbani compatti che abbiano più di 3 000 abitanti i 2/3 dei quali sia impiegato nell'ambito dell'industria e dei servizi. Località cui sia stato riconosciuto questo titolo in passato, lo conservano anche se non dovessero rispondere ai precedenti requisiti.
Grazie alla loro distribuzione uniforme per tutta la Lituania, è andata a formarsi un'ottima rete per lo sviluppo economico della nazione, in cui il 66,7% (censimento del 2011) della popolazione vive in città.

## Lista

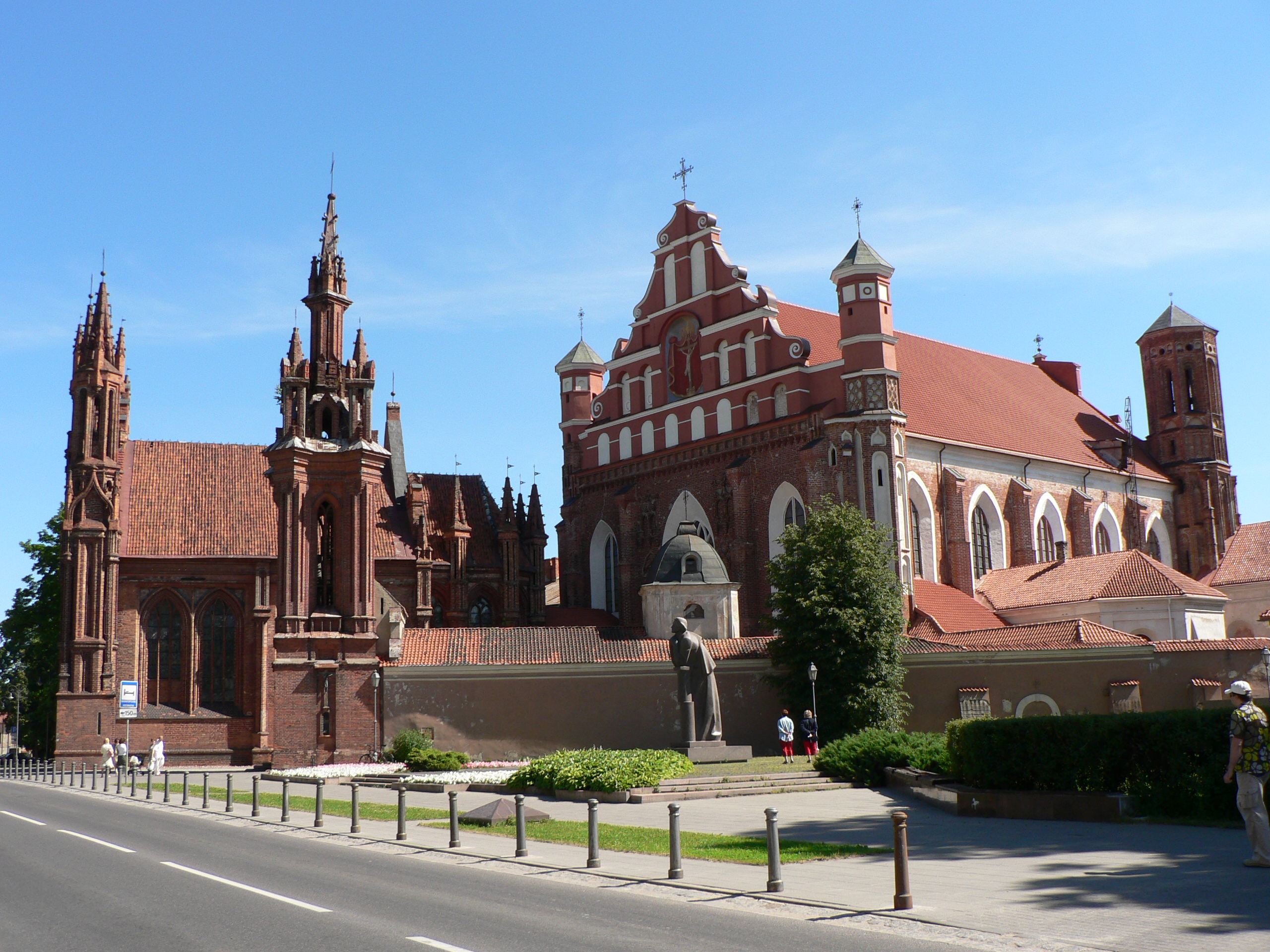
Vilnius

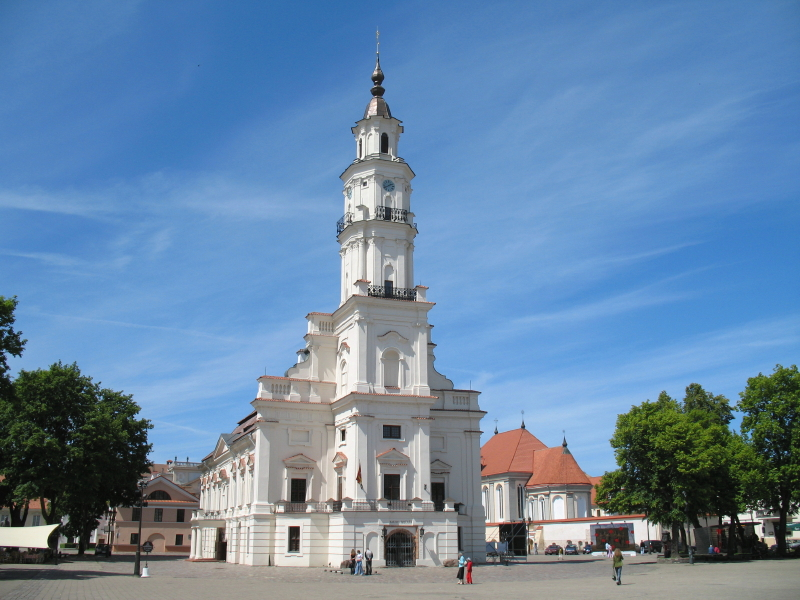
Kaunas

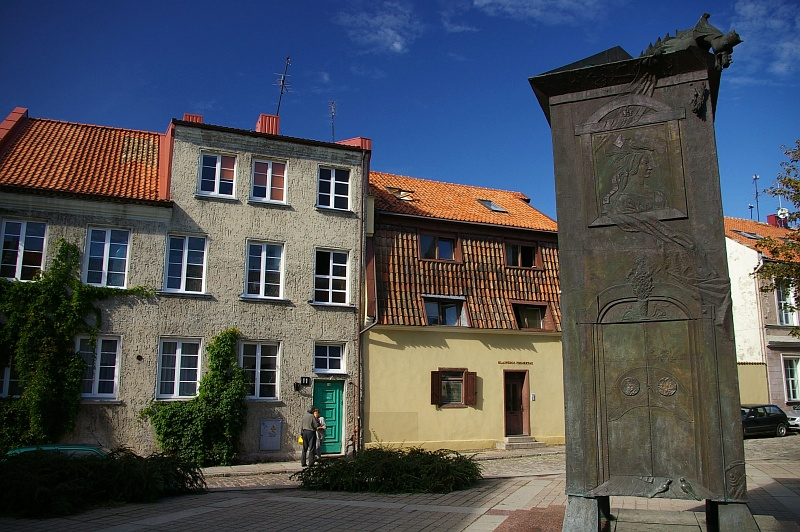
Klaipėda

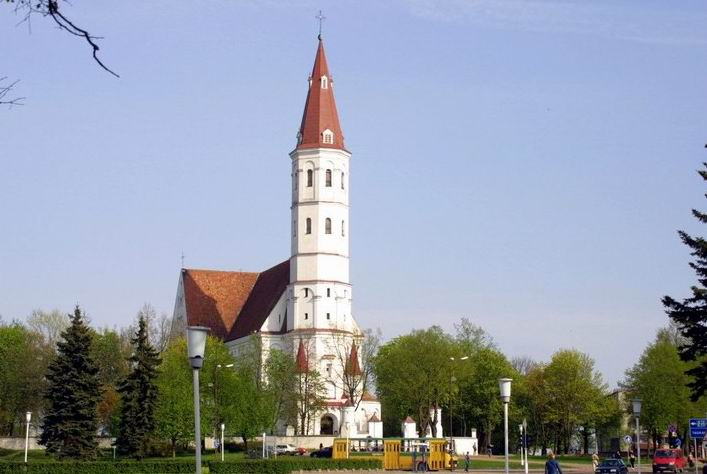
Šiauliai

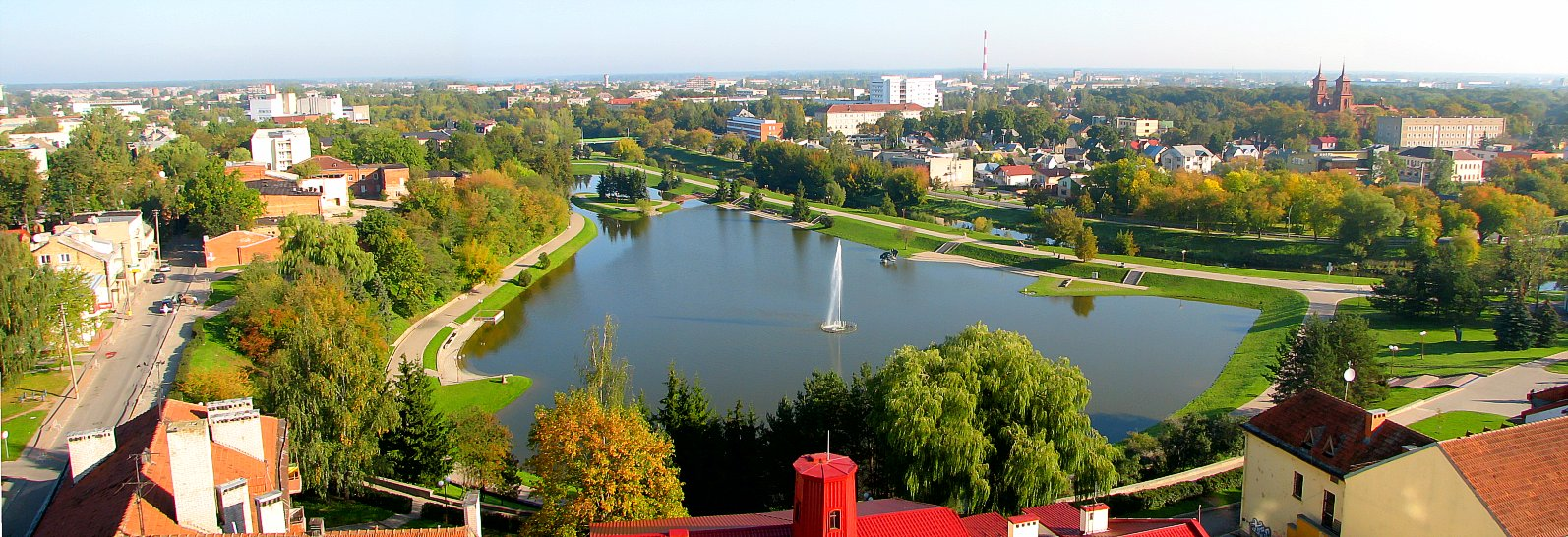
Panevėžys

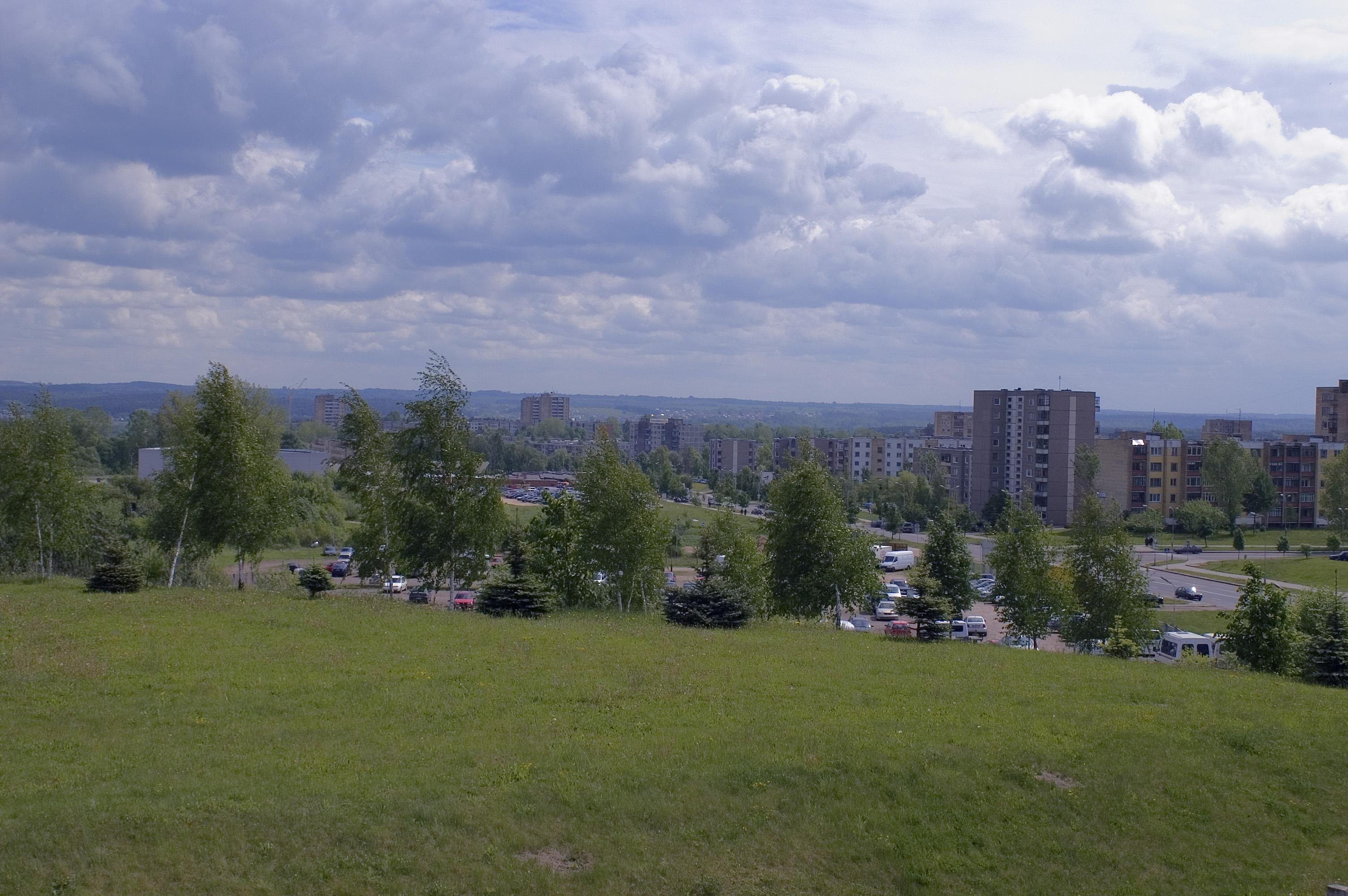
Alytus

| #   | stemma | Città               | Pronuncia      | Pop. (2001) | Pop. (2008) | Titolo di città | Contea                | Comune                             |
| --- | ------ | ------------------- | -------------- | ----------- | ----------- | --------------- | --------------------- | ---------------------------------- |
| 1   |        | Vilnius             | Ascolta · Info | 554 281     | 544 206     | 1387            | Contea di Vilnius     | Comune urbano di Vilnius           |
| 2   |        | Kaunas              | Ascolta · Info | 378 943     | 355 586     | 1408            | Contea di Kaunas      | Comune urbano di Kaunas            |
| 3   |        | Klaipėda            | Ascolta · Info | 192 954     | 184 657     | 1257            | Contea di Klaipėda    | Comune urbano di Klaipėda          |
| 4   |        | Šiauliai            | Ascolta · Info | 133 883     | 127 059     | 1589            | Contea di Šiauliai    | Comune urbano di Šiauliai          |
| 5   |        | Panevėžys           | Ascolta · Info | 119 749     | 113 653     | 1837            | Contea di Panevėžys   | Comune urbano di Panevėžys         |
| 6   |        | Alytus              | Ascolta · Info | 71 491      | 68 304      | 1581            | Contea di Alytus      | Comune urbano di Alytus            |
| 7   |        | Marijampolė         | Ascolta · Info | 48 675      | 47 010      | 1792            | Contea di Marijampolė | Comune di Marijampolė              |
| 8   |        | Mažeikiai           | Ascolta · Info | 42 675      | 40 572      | 1924            | Contea di Telšiai     | Comune distrettuale di Mažeikiai   |
| 9   |        | Jonava              | Ascolta · Info | 34 954      | 34 446      | 1864            | Contea di Kaunas      | Comune distrettuale di Jonava      |
| 10  |        | Utena               | Ascolta · Info | 33 860      | 32 572      | 1599            | Contea di Utena       | Comune distrettuale di Utena       |
| 11  |        | Kėdainiai           | Ascolta · Info | 32 048      | 31 055      | 1590            | Contea di Kaunas      | Comune distrettuale di Kėdainiai   |
| 12  |        | Telšiai             | Ascolta · Info | 31 460      | 30 011      | 1791            | Contea di Telšiai     | Comune distrettuale di Telšiai     |
| 13  |        | Visaginas           | Ascolta · Info | 29 554      | 28 269      | 1977            | Contea di Utena       | Comune di Visaginas                |
| 14  |        | Tauragė             | Ascolta · Info | 29 124      | 27 862      | 1924            | Contea di Tauragė     | Comune distrettuale di Tauragė     |
| 15  |        | Ukmergė             | Ascolta · Info | 28 759      | 27 603      | 1486            | Contea di Vilnius     | Comune distrettuale di Ukmergė     |
| 16  |        | Plungė              | Ascolta · Info | 23 436      | 23 187      | 1792            | Contea di Telšiai     | Comune distrettuale di Plungė      |
| 17  |        | Šilutė              | Ascolta · Info | 21 476      | 20 945      | 1941            | Contea di Klaipėda    | Comune distrettuale di Šilutė      |
| 18  |        | Kretinga            | Ascolta · Info | 21 423      | 21 452      | 1609            | Contea di Klaipėda    | Comune distrettuale di Kretinga    |
| 19  |        | Radviliškis         | Ascolta · Info | 20 339      | 19 625      | 1923            | Contea di Šiauliai    | Comune distrettuale di Radviliškis |
| 20  |        | Druskininkai        | Ascolta · Info | 18 233      | 16 263      | 1893            | Contea di Alytus      | Comune di Druskininkai             |
| 21  |        | Palanga             | Ascolta · Info | 17 623      | 17 620      | 1791            | Contea di Klaipėda    | Comune urbano di Palanga           |
| 22  |        | Rokiškis            | Ascolta · Info | 16 746      | 15 549      | 1920            | Contea di Panevėžys   | Comune distrettuale di Rokiškis    |
| 23  |        | Biržai              | Ascolta · Info | 15 262      | 14 565      | 1589            | Contea di Panevėžys   | Comune distrettuale di Biržai      |
| 24  |        | Gargždai            | Ascolta · Info | 15 212      | 16 087      | 1792            | Contea di Klaipėda    | Comune distrettuale di Klaipėda    |
| 25  |        | Kuršėnai            | Ascolta · Info | 14 197      | 13 670      | 1946            | Contea di Šiauliai    | Comune distrettuale di Šiauliai    |
| 26  |        | Elektrėnai          | Ascolta · Info | 14 050      | 13 818      | 1962            | Contea di Vilnius     | Comune di Elektrėnai               |
| 27  |        | Jurbarkas           | Ascolta · Info | 13 797      | 13 307      | 1611            | Contea di Tauragė     | Comune distrettuale di Jurbarkas   |
| 28  |        | Garliava            | Ascolta · Info | 13 322      | 13 500      | 1958            | Contea di Kaunas      | Comune distrettuale di Kaunas      |
| 29  |        | Vilkaviškis         | Ascolta · Info | 13 283      | 12 931      | 1660            | Contea di Marijampolė | Comune distrettuale di Vilkaviškis |
| 30  |        | Raseiniai           | Ascolta · Info | 12 541      | 12 245      | 1492–1506       | Contea di Kaunas      | Comune distrettuale di Raseiniai   |
| 31  |        | Naujoji Akmenė      | Ascolta · Info | 12 345      | 11 468      | 1792            | Contea di Šiauliai    | Comune distrettuale di Akmenė      |
| 32  |        | Anykščiai           | Ascolta · Info | 11 958      | 11 829      | 1516            | Contea di Utena       | Comune distrettuale di Anykščiai   |
| 33  |        | Lentvaris           | Ascolta · Info | 11 773      | 11 642      | 1946            | Contea di Vilnius     | Comune distrettuale di Trakai      |
| 34  |        | Grigiškės           | Ascolta · Info | 11 448      | 11 466      | 1958            | Contea di Vilnius     | Comune urbano di Vilnius           |
| 35  |        | Prienai             | Ascolta · Info | 11 353      | 10 984      | 1609            | Contea di Kaunas      | Comune distrettuale di Prienai     |
| 36  |        | Joniškis            | Ascolta · Info | 11 329      | 10 881      | 1616            | Contea di Šiauliai    | Comune distrettuale di Joniškis    |
| 37  |        | Kelmė               | Ascolta · Info | 10 900      | 10 302      | 1947            | Contea di Šiauliai    | Comune distrettuale di Kelmė       |
| 38  |        | Varėna              | Ascolta · Info | 10 845      | 10 296      | 1946            | Contea di Alytus      | Comune distrettuale di Varėna      |
| 39  |        | Kaišiadorys         | Ascolta · Info | 10 002      | 9 729       | 1946            | Contea di Kaunas      | Comune distrettuale di Kaišiadorys |
| 40  |        | Pasvalys            | Ascolta · Info | 8 709       | 8 296       | 1946            | Contea di Panevėžys   | Comune distrettuale di Pasvalys    |
| 41  |        | Kupiškis            | Ascolta · Info | 8 451       | 8 082       | 1791            | Contea di Panevėžys   | Comune distrettuale di Kupiškis    |
| 42  |        | Zarasai             | Ascolta · Info | 8 365       | 7 766       | 1843            | Contea di Utena       | Comune distrettuale di Zarasai     |
| 43  |        | Skuodas             | Ascolta · Info | 7 896       | 7 358       | 1572            | Contea di Klaipėda    | Comune distrettuale di Skuodas     |
| 44  |        | Kazlų Rūda          | Ascolta · Info | 7 401       | 7 162       | 1950            | Contea di Marijampolė | Comune di Kazlų Rūda               |
| 45  |        | Širvintos           | Ascolta · Info | 7 273       | 7 070       | 1950            | Contea di Vilnius     | Comune distrettuale di Širvintos   |
| 46  |        | Molėtai             | Ascolta · Info | 7 221       | 6 949       | 1956            | Contea di Utena       | Comune distrettuale di Molėtai     |
| 47  |        | Švenčionėliai       | Ascolta · Info | 6 923       | 6 346       | 1920            | Contea di Vilnius     | Comune distrettuale di Švenčionys  |
| 48  |        | Šakiai              | Ascolta · Info | 6 795       | 6 511       | 1776            | Contea di Marijampolė | Comune distrettuale di Šakiai      |
| 49  |        | Šalčininkai         | Ascolta · Info | 6 722       | 6 563       | 1956            | Contea di Vilnius     | Comune distrettuale di Šalčininkai |
| 50  |        | Ignalina            | Ascolta · Info | 6 591       | 6 119       | 1950            | Contea di Utena       | Comune distrettuale di Ignalina    |
| 51  |        | Kybartai            | Ascolta · Info | 6 556       | 6 209       | 1947            | Contea di Marijampolė | Comune distrettuale di Vilkaviškis |
| 52  |        | Pabradė             | Ascolta · Info | 6 525       | 6 236       | 1946            | Contea di Vilnius     | Comune distrettuale di Švenčionys  |
| 53  |        | Šilalė              | Ascolta · Info | 6 281       | 6 037       | 1950            | Contea di Tauragė     | Comune distrettuale di Šilalė      |
| 54  |        | Pakruojis           | Ascolta · Info | 6 057       | 5 750       | 1950            | Contea di Šiauliai    | Comune distrettuale di Pakruojis   |
| 55  |        | Nemenčinė           | Ascolta · Info | 5 892       | 5 876       | 1955            | Contea di Vilnius     | Comune distrettuale di Vilnius     |
| 56  |        | Trakai              | Ascolta · Info | 5 725       | 5 373       | 1409            | Contea di Vilnius     | Comune distrettuale di Trakai      |
| 57  |        | Švenčionys          | Ascolta · Info | 5 684       | 5 566       | 1800            | Contea di Vilnius     | Comune distrettuale di Švenčionys  |
| 58  |        | Vievis              | Ascolta · Info | 5 303       | 5 049       | 1950            | Contea di Vilnius     | Comune di Elektrėnai               |
| 59  |        | Lazdijai            | Ascolta · Info | 5 140       | 4 811       | 1957            | Contea di Alytus      | Comune distrettuale di Lazdijai    |
| 60  |        | Kalvarija           | Ascolta · Info | 5 090       | 5 013       | 1791            | Contea di Marijampolė | Comune di Kalvarija                |
| 61  |        | Rietavas            | Ascolta · Info | 3 979       | 3 843       | 1792            | Contea di Telšiai     | Comune di Rietavas                 |
| 62  |        | Žiežmariai          | Ascolta · Info | 3 884       | 3 759       | 1792            | Contea di Kaunas      | Comune distrettuale di Kaišiadorys |
| 63  |        | Eišiškės            | Ascolta · Info | 3 765       | 3 610       | 1950            | Contea di Vilnius     | Comune distrettuale di Šalčininkai |
| 64  |        | Ariogala            | Ascolta · Info | 3 697       | 3 458       | 1792            | Contea di Kaunas      | Comune distrettuale di Raseiniai   |
| 65  |        | Venta               | Ascolta · Info | 3 412       | 2 959       | 1978            | Contea di Šiauliai    | Comune distrettuale di Akmenė      |
| 66  |        | Šeduva              | Ascolta · Info | 3 400       | 3 200       | 1654            | Contea di Šiauliai    | Comune distrettuale di Radviliškis |
| 67  |        | Birštonas           | Ascolta · Info | 3 225       | 3 172       | 1518?           | Contea di Kaunas      | Comune di Birštonas                |
| 68  |        | Akmenė              | Ascolta · Info | 3 140       | 2 690       | 1792            | Contea di Šiauliai    | Comune distrettuale di Akmenė      |
| 69  |        | Tytuvėnai           | Ascolta · Info | 2 851       | 2 690       | 1956            | Contea di Šiauliai    | Comune distrettuale di Kelmė       |
| 70  |        | Rūdiškės            | Ascolta · Info | 2 559       | 2 472       | 1958            | Contea di Vilnius     | Comune distrettuale di Trakai      |
| 71  |        | Pagėgiai            | Ascolta · Info | 2 393       | 2 236       | 1923            | Contea di Tauragė     | Comune di Pagėgiai                 |
| 72  |        | Neringa             | Ascolta · Info | 2 386       | 3 371       | 1961            | Contea di Klaipėda    | Comune di Neringa                  |
| 73  |        | Vilkija             | Ascolta · Info | 2 338       | 2 301       | 1792            | Contea di Kaunas      | Comune distrettuale di Kaunas      |
| 74  |        | Žagarė              | Ascolta · Info | 2 312       | 2 115       | 1924            | Contea di Šiauliai    | Comune distrettuale di Joniškis    |
| 75  |        | Viekšniai           | Ascolta · Info | 2 270       | 2 198       | 1791            | Contea di Telšiai     | Comune distrettuale di Mažeikiai   |
| 76  |        | Skaudvilė           | Ascolta · Info | 2 140       | 1 976       | 1950            | Contea di Tauragė     | Comune distrettuale di Tauragė     |
| 77  |        | Ežerėlis            | Ascolta · Info | 2 051       | 2 014       | 1956            | Contea di Kaunas      | Comune distrettuale di Kaunas      |
| 78  |        | Gelgaudiškis        | Ascolta · Info | 2 029       | 1 936       | 1958            | Contea di Marijampolė | Comune distrettuale di Šakiai      |
| 79  |        | Kudirkos Naumiestis | Ascolta · Info | 1 997       | 1 916       | 1643            | Contea di Marijampolė | Comune distrettuale di Šakiai      |
| 80  |        | Simnas              | Ascolta · Info | 1 980       | 1 844       | 1626            | Contea di Alytus      | Comune distrettuale di Alytus      |
| 81  |        | Salantai            | Ascolta · Info | 1 942       | 1 825       | 1746            | Contea di Klaipėda    | Comune distrettuale di Kretinga    |
| 82  |        | Linkuva             | Ascolta · Info | 1 797       | 1 735       | 1950            | Contea di Šiauliai    | Comune distrettuale di Pakruojis   |
| 83  |        | Veisiejai           | Ascolta · Info | 1 762       | 1 592       | 1956            | Contea di Alytus      | Comune distrettuale di Lazdijai    |
| 84  |        | Ramygala            | Ascolta · Info | 1 733       | 1 695       | 1957            | Contea di Panevėžys   | Comune distrettuale di Panevėžys   |
| 85  |        | Priekulė            | Ascolta · Info | 1 725       | 1 663       | 1948            | Contea di Klaipėda    | Comune distrettuale di Klaipėda    |
| 86  |        | Joniškėlis          | Ascolta · Info | 1 477       | 1 389       | 1736            | Contea di Panevėžys   | Comune distrettuale di Pasvalys    |
| 87  |        | Jieznas             | Ascolta · Info | 1 476       | 1 311       | 1956            | Contea di Kaunas      | Comune distrettuale di Prienai     |
| 88  |        | Daugai              | Ascolta · Info | 1 458       | 1 432       | 1792            | Contea di Alytus      | Comune distrettuale di Alytus      |
| 89  |        | Obeliai             | Ascolta · Info | 1 371       | 1 293       | 1956            | Contea di Panevėžys   | Comune distrettuale di Rokiškis    |
| 90  |        | Varniai             | Ascolta · Info | 1 355       | 1 258       | 1950            | Contea di Telšiai     | Comune distrettuale di Telšiai     |
| 91  |        | Virbalis            | Ascolta · Info | 1 351       | 1 250       | 1593            | Contea di Marijampolė | Comune distrettuale di Vilkaviškis |
| 92  |        | Vabalninkas         | Ascolta · Info | 1 328       | 1 155       | 1775            | Contea di Panevėžys   | Comune distrettuale di Biržai      |
| 93  |        | Seda                | Ascolta · Info | 1 309       | 1 189       | 1950            | Contea di Telšiai     | Comune distrettuale di Mažeikiai   |
| 94  |        | Subačius            | Ascolta · Info | 1 180       | 1 105       | 1958            | Contea di Panevėžys   | Comune distrettuale di Kupiškis    |
| 95  |        | Baltoji Vokė        | Ascolta · Info | 1 073       | 1 073       | 1958            | Contea di Vilnius     | Comune distrettuale di Šalčininkai |
| 96  |        | Dūkštas             | Ascolta · Info | 1 070       | 930         | 1956            | Contea di Utena       | Comune distrettuale di Ignalina    |
| 97  |        | Pandėlys            | Ascolta · Info | 1 024       | 941         | 1956            | Contea di Panevėžys   | Comune distrettuale di Rokiškis    |
| 98  |        | Dusetos             | Ascolta · Info | 914         | 831         | 1950            | Contea di Utena       | Comune distrettuale di Zarasai     |
| 99  |        | Užventis            | Ascolta · Info | 898         | 811         | 1746            | Contea di Šiauliai    | Comune distrettuale di Kelmė       |
| 100 |        | Kavarskas           | Ascolta · Info | 809         | 692         | 1956            | Contea di Utena       | Comune distrettuale di Anykščiai   |
| 101 |        | Smalininkai         | Ascolta · Info | 653         | 600         | 1945            | Contea di Tauragė     | Comune distrettuale di Jurbarkas   |
| 102 |        | Troškūnai           | Ascolta · Info | 525         | 504         | 1956            | Contea di Utena       | Comune distrettuale di Anykščiai   |
| 103 |        | Panemunė            | Ascolta · Info | 329         | 318         | 1837            | Contea di Tauragė     | Comune di Pagėgiai                 |

## Cartina
La mappa mostra in rosso tutte le città della Lituania. Le città maggiori sono evidenziate con caratteri in grassetto